# أماناتو
أماناتّو (باليابانيَّة: 甘納豆) هي حلوى يابانيَّة تقليديَّة، مصنوعة من فاصولياء الأزوكي، أو من بقوليّات أخرى، تُقلى في القطر (السُّكَّر المُذاب بالماء المغليّ) ثُمَّ تُجفَّف، ويُرشّ عليها بعد ذلك السُّكَّر المطحون.

## تاريخها
ابتكر هذه الحلوى هوسودا ياسوبي خلال سنوات بانكيو (1863-1861) من حقبة إيدو، فقد افتتح متجرًا للحلوى (واغاشي) في طوكيو وأطلَقَ عليه الاسم الّذي كان يحمله أثناء طفولته: إيتارو. وما زال هذا المتجر يعمل حتّى اليوم. كان الاسم الأصلي لهذه الحلوى «أماناناتّو» (باليابانيَّة: 甘名納糖)، ولكنّه اختُصر أثناء الحرب العالميَّة الثّانية إلى: «أماناتّو» (باليابانيّة: 甘納豆). إنَّ التّشابُه بين اسم هذه الحلوى وبين اسم طبق الفاصولياء المُخمّرة «ناتّو» (باليابانيَّة: なっとう أو 納豆) هو محض صُدفة. تُستعمل هذه الحلوى في جزيرة هوكايدو لإعداد طبق سيكيهان، ولذلك فإنّ أكلة سيكيهان أحلى مذاقًا في هوكايدو من تلك الّتي تًصنع في سائر أنحاء اليابان.

## اقرأ أيضاً
- قائمة الحلويات اليابانية